# SingStar Pop Vol. 2
SingStar Pop Vol.2 es el siguiente título lanzado el 24 de septiembre de 2008 en Estados Unidos después del exitoso SingStar Pop. El lanzamiento se hizo paralelo junto a 2 versiones más para PlayStation 2: SingStar Legends y un título exclusivo, SingStar Country. Se trata de la 6ª entrega que se lanza en el continente americano.

## SingStar Pop Vol.2Lista de canciones
| Artista                       | Canción                  | Observaciones                    |
| ----------------------------- | ------------------------ | -------------------------------- |
| SingStar Pop Vol. 2           |                          |                                  |
| 3 Doors Down                  | "When I'm Gone"          |                                  |
| Ashlee Simpson                | "Boyfriend"              |                                  |
| Avril Lavigne                 | "My Happy Ending"        |                                  |
| Boys Like Girls               | "The Great Escape"       |                                  |
| Cartel                        | "Lose It"                |                                  |
| Colbie Caillat                | "Bubbly"                 |                                  |
| Dixie Chicks                  | "Not Ready To Make Nice" |                                  |
| Duran Duran                   | "Ordinary World"         |                                  |
| Evanescence                   | "Bring Me To Life"       |                                  |
| Fall Out Boy                  | "Thnks Fr Th Memrs"      |                                  |
| Fergie                        | "Big Girls Don't Cry"    |                                  |
| Gwen Stefani feat. Akon       | "The Sweet Escape"       |                                  |
| Jennifer Lopez                | "Jenny from the block"   | [RAP]                            |
| Lifehouse                     | "First Time"             |                                  |
| Lily Allen                    | "Littlest Things"        |                                  |
| Lloyd                         | "Get it Shawty"          |                                  |
| Maroon 5                      | "Makes Me Wonder"        |                                  |
| Matchbox Twenty               | "How Far We've Come"     |                                  |
| Michelle Branch               | "Breathe"                |                                  |
| Nelly Furtado feat. Timbaland | "Promiscuous"            | [RAP] + Dueto: Nelly / Timbaland |
| Norah Jones                   | "Don't Know Why"         |                                  |
| P!nk                          | "Who Knew"               |                                  |
| Peter Bjorn and John          | "Young Folks"            | Dueto: Peter / Victoria          |
| Plain White T's               | "Hey There Delilah"      |                                  |
| Rihanna                       | "Umbrella"               | [RAP]                            |
| Santana feat. Chad Kroger     | "Into The Night"         |                                  |
| Steriogram                    | "Walkie Talkie Man"      |                                  |
| Sum 41                        | "Fat Lip"                |                                  |
| The Hives                     | "Tick Tick Boom"         |                                  |
| The Outfield                  | "Your Love"              |                                  |

[RAP]: La canción incluye Rapímetro parcial o totalmente en la canción.
Dueto: Cantante 1 / Cantante 2: La canción es un dueto predefinido no cooperativo. Cada jugador será uno de los cantantes que participa en ella. Puedes elegir y cambiar que micro será cada cantante.
Canciones ya incluidas en otros títulos SingStar europeos:
- SingStar Hottest Hits
Fall Out Boy - "Thnks Fr Th Mmrs"
- SingStar Pop Hits:
Ashlee Simpson - "Boyfriend"
Avril Lavigne - "My Happy Ending"
Evanescence - "Bring Me To Life"
Jennifer Lopez - "Jenny from the block"
Lily Allen - "Littlest Things"
Nelly Furtado ft. Timbaland - "Promiscuos"
Norah Jones - "Don't Know Why"
- SingStar Rock Ballads
Duran Duran - "Ordinary World"
- SingStar Summer Party:
Plain White T's - "Hey There Delilah"
Rihanna - "Umbrella"